# 朝鲜民主主义人民共和国大规模监控
在朝鲜民主主义人民共和国，大规模监控已成常态。朝鲜“拥有庞大的线人网络，他们监视并向当局报告他们可能实施犯罪行为或阴谋（煽动）颠覆国家政权的个人”。朝鲜被认为是一个“庞大的警察国家”，其人民“不断受到监视”。

## 概述
牧野义弘在《平壤内部（1）：金正恩强化在朝鲜的独裁统治》中写道：
表面上，一个人在朝鲜的方方面面都受到监控。这种对公民的监视已经远超一般的监听。现在甚至在户外使用录音设备来收集对话。人们普遍认为，当三位以上的人聚集在一个地方时，不论多么友好，悍然对敏感话题进行任何严肃的谈话都存在风险。
胡安·雷纳尔多·桑切斯是1986年访朝的菲德尔·卡斯特罗的代表中的一个脱逃者，他后来写道，曾在朝鲜工作过的古巴情报机构向菲德尔的保镖部队警告“请勿讨论敏感议题”，因为“朝鲜到处都有监控和监听”。据报道，与古巴通常对某些房间进行调查不同，朝鲜人到处窃听：包括但不限于走廊、电梯、房间和浴室。桑切斯为证实此传言，他与另一个保镖在酒店电梯里说谎：“你知道吗？我很想用西班牙语阅读金日成的作品。这可能真的很有趣。但我们不能在古巴得到它们。很可惜，你不觉得吗？”。结果他们在晚上回到酒店时，床上真的堆满了金日成著作的西班牙语译本。
所有计算机都受到当局的抽检，并且必须在政府登记。有些电脑可以接入光明网，但只有“超级精英”可以接入互联网。驻外朝鲜官员的国际联网通常被工作人员监控。
部分外企因向包括朝鲜等专制政权贩卖监控产品而受到批评。为“加强对边境地区居民的监视”，监视小组由五人改为三人。

## 组织
朝鲜的三大监视机构是国家保卫省、社会安全省和保卫司令部。
朝鲜人权委员会报告称，朝鲜实行“大规模、多层次的举报机制”并为举报人提供物质奖励。该线人网络受控于有约五万雇员的国家保卫省，国家保卫省设有监狱系统关押可能的“持不同政见者”。社会安全省监听通讯。劳动党中央组织指导部负责对高级官员进行调查和监视。
据估计，国家警察机构社会安全省控制着近十四万到二十万名公安人员。目前警方的告密者总数预计在20万至30万，而在以前则有更多。
朝鲜人民军保卫司令部负责监视“[朝鲜]军事指挥官和其他朝鲜人民军军官的活动和政治忠诚度”，并“查明任何被视为不忠的人”。保卫司令部的活动在90年代中期更加活跃，当时叛逃人数开始迅速增加。
由于朝鲜人大多在国有公司工作，因此工作场所亦有监视。

## 2010年代
在四年的时间里，朝鲜当局购买了约十万台闭路电视设备。
据报道，前朝鲜人民军总参谋长李英浩在被窃听到“对金正恩颇有微词”后被“清洗”。

## 延伸阅读
- Lankov, Andrei Nikolaevich; Kwak, In-ok; Cho, Choong-Bin. . Journal of East Asian Studies. 2016, 12 (2): 193–214. ISSN 1598-2408. doi:10.1017/S1598240800007839 .